# 道の駅あいの土山
道の駅あいの土山（みちのえき あいのつちやま）は、滋賀県甲賀市土山町北土山にある国道1号の道の駅である。

## 施設
地元特産の土山茶などの農産物、地酒、スイーツなどを販売する物販エリアと、甲賀市産もち米のおこわなどを提供する飲食スペースが設けられている。
名称は土山町を意味する言葉で、『かつての東海道五十三次の土山宿にちなむ鈴鹿馬子唄の歌詞「坂は照る照る 鈴鹿は曇る あいの土山 雨が降る」から名付けられた』など諸説あるとされる。
2025年（令和7年）に開かれた施設棟は、隈研吾が「和モダン」をモチーフに設計し、2階建ての約2150平方メートルである。甲賀市内の木材を使用した前衛的オブジェのような外観である。
当道の駅では、滋賀県内では初めて、近畿地方整備局管内の道の駅でも初めてとなるおむつの自動販売機が設置されている（ダイドードリンコ・大王製紙・セコム医療システムとの共同事業）。
営業時間は9:00 - 17:00で、定休日は火曜（祝日の場合は営業し、その翌日に休館する）。
- 駐車場[7]
  - 普通車：74台
  - 大型車：12台
  - 身障者用駐車場：2台
- トイレ
  - 男：大5・小9
  - 女：13
  - 共用：大3・小3
  - 身障者用：1
- 本館（9:00 - 17:30）[8]
  - 休憩室 - 畳敷き[5]。
  - 地産商品（土山茶・野菜など）
  - レストラン（10:00 - 17:00、ラストオーダー4:00）[10]
- 別館「やまなみ館」（9:00 - 17:30）
  - 和風ラテおだんご

### 管理団体
- 設置者：甲賀市
- 指定管理者：株式会社道の駅あいの土山[13]

## 沿革
1981年（昭和56年）、当時の土山町が観光・農林振興を目的とした「土山町自然休養村管理センター」を開設したのが始まりで、1993年（平成5年）にこの施設を道の駅として開業した。国土交通省が「道の駅」の登録制度を始めた際に最初に登録された18駅の一つとして、1993年（平成5年）4月に登録。滋賀県内で初めての道の駅で、かつ近畿地方で最初の道の駅となった。
前身の「土山町自然休養村管理センター」の開業から40年以上が経過し老朽化が著しくなっていることから、甲賀市は施設の建て替えも含めたリニューアルを2025年度（令和7年度）の完成予定で進めていた。2025年（令和7年）8月1日にリニューアルオープン。同時に「防災道の駅」としての機能としての整備も進められ、施設棟は旧施設棟の北西に移転し、駐車場の拡大やドッグランの新設が行われた。リニューアルの総事業費19億8千万円。

## アクセス
- 国道1号 - 登録路線

自動車
- 新名神高速道路甲賀土山ICより8分[7]。

## 周辺
- 田村神社 - 向かい側にある[5]。
- やまびこドーム
- 甲賀市立土山中学校
- 甲賀市立土山小学校
- 甲賀市土山地域市民センター
- 野洲川
- 青土ダム